# روز آزادی مستندات

کبوتر، نماد روز آزادی مستندات

روز آزادی مستندات (به انگلیسی: ‎Document Freedom Day (DFD)‎) روزی جهانی برای آزادی مستندات، در آخرین چهارشنبهٔ ماه مارس است. این روز یک تلاش دسته جمعی برای آموزش عموم پیرامون اهمیت قالب‌های مستندات متن‌باز و به طور کلی استانداردهای آزاد خواهد بود.
به نوشتهٔ سایت روز آزادی مستندات، روز آزادی مستندات یک روز جهانی است برای استانداردهای باز برابر با آخرین چهارشنبهٔ ماه مارس. در این روز جهت توجه بیشتر به اهمیت استانداردهای باز برای جنبه‌های ارتباطات دیجیتال‌مان و دسترسی به اطلاعات، دور هم جمع می‌شویم. این روز از سال ۲۰۱۶ به بعد توسط یک تیم از داوطلبان «بنیاد آزادی دیجیتال» سازماندهی می‌شود.
بنیاد نرم‌افزار آزاد اروپا از جمله حامیان، روز آزادی مستندات است.

## ارتباط با نرم‌افزار آزاد
روز آزادی مستندات یک کمپین دربارهٔ استانداردهای باز و قالب‌های آزاد مستندات، با هدف قرار دادن افراد غیرفنی است. استانداردهای باز، ارتباطات را مستقل از فروشندهٔ نرم‌افزار تضمین می‌کند: این به نوبهٔ خود تضمین می‌کند که افراد بتوانند با استفاده از نرم‌افزار آزاد با هم کار کنند و ارتباط داشته باشند.

## رویدادهای گذشته
- ۲۶ مارس ۲۰۰۸
- ۲۵ مارس ۲۰۰۹
- ۳۱ مارس ۲۰۱۰
- ۳۰ مارس ۲۰۱۱[۶]
- ۲۸ مارس ۲۰۱۲[۷]
- ۲۷ مارس ۲۰۱۳[۸]
- ۲۶ مارس ۲۰۱۴[۹]
- ۲۵ مارس ۲۰۱۵[۱۰]
- ۳۰ مارس ۲۰۱۶
- ۲۹ مارس ۲۰۱۷
- ۲۸ مارس ۲۰۱۸
- ۲۷ مارس ۲۰۱۹
- ۲۵ مارس ۲۰۲۰
- ۳۰ مارس ۲۰۲۲[۱۱]